# Sains
Sains (bret. Sent) – miejscowość i gmina we Francji, w regionie Bretania, w departamencie Ille-et-Vilaine.
Według danych na rok 1990 gminę zamieszkiwało 569 osób, a gęstość zaludnienia wynosiła 56 osób/km² (wśród 1269 gmin Bretanii Sains plasuje się na 794. miejscu pod względem liczby ludności, natomiast pod względem powierzchni na miejscu 830.).